# 佛教與墮胎
佛教对于人工流产没有统一的观点，尽管一般通常对其持负面看法。

## 典型傳統觀點和僧侶戒律
在南傳佛教和大乘佛教僧侣遵循的僧規戒律中，诱导或以其他方式导致流产被视为严重的问题。僧侣协助妇女进行流产可能导致被开除出僧团。传统文献并没有区分早期和晚期流产，但在斯里兰卡和泰国，随着胎儿的发育，人工流产所带来的“道德污点”也会增加。虽然传统佛教文献未提及流产对母亲健康的影响，但很多宗派的现代佛教法師和许多佛教国家的法律都承认，当母亲的生命或身体健康受到威胁时，可以将其作为正当的流产理由。尽管有这样的例外情况，流产仍然可能被视为不道德，会造成恶业。

## 地區觀點
关于堕胎的观点在不同地区之间存在很大的差异，反映各种佛教传统的影响，以及其他宗教和哲学传统以及与西方思想的接触的影响。

### 藏傳佛教
在藏傳佛教地区，堕胎通常被视为非常负面的行为。在西藏地区于20世纪50年代海外藏人社群出现之前，西藏人并不熟知因医疗需要而进行堕胎的情况，由于人口压力较小，他们认为没有理由去参与摧毁无辜生命的行为。对流亡藏人而言，尽管堕胎是合法的，但堕胎的情况非常罕见。藏传佛教徒相信，进行过堕胎的人应该被同情对待，并应当通过善行和宗教仪式来弥补这一负面行为。这些行为旨在改善母亲和被堕胎胎儿的业力结果。然而，宗教领袖指出，如果一个人在计划通过行为来弥补堕胎的後果，那么这些行为将不会起效。第十四世达赖喇嘛曾表示，堕胎是“负面”的，但也有例外情况，他认为堕胎是否可取，应根据具体情况来看待。

### 南傳佛教
在南传佛教地区的国家，对于堕胎的法律和观点差异很大。泰国的态度和法律对堕胎的看法通常比斯里兰卡更为积极。虽然在缅甸，堕胎仍被视为负面的行为，但也有防止婚外生育的效果。关于泰国对堕胎的态度，彼得·哈维（Peter Harvey）指出：
...在讨论堕胎问题时，不涉及诸如生命权或选择权之类的权利语言，而是涉及“利處与禍害” （benefits and harms）的语言，旨在情况允许的范围内，减轻人类在各种状态、阶段和情境中所遭受的苦难，强调减少导致妇女感到需要堕胎的情况。
在泰国，2010年11月，一座曼谷寺庙发现內有大约2000个胎儿的遗体，引起广泛关注。当时，除了强奸或对妇女健康构成威胁的情况外，堕胎在泰國是非法的。此事件引发一些政治家和僧侣发表声明，重申他们反对堕胎法律。一位佛教领袖明确表示：“在佛教观点中，堕胎和进行堕胎都等同于谋杀。参与堕胎的人将在此生和来世面临痛苦，因为他们的罪孽将跟随着他们。”总理阿披实·威差奇瓦宣布打击非法堕胎诊所，并拒绝修改法律的呼吁，称现行法律“足够好”。然而，2022年10月，泰国公共卫生部将堕胎合法化，允许在怀孕的前20周进行堕胎，这是之前允许在怀孕的前12周内终止妊娠的法律的延伸。泰国和世界各地的拥护堕胎权利的倡导者为这项新规定表示欢迎，但指出还需要做更多努力，以确保医生接受培训，并让公众意识到他们对堕胎的权利。
彼得·哈维将缅甸对堕胎的态度与米爾福德·施伯羅的观察联系起来，指出缅甸的佛教徒能够区分宗教上的绝对的善恶和世俗上的功利的善恶。在缅甸，虽然由于经济困难造成非法堕胎普遍存在，但许多佛教徒认为堕胎违背他们的宗教信仰。根据1995年对缅甸妇女的调查显示，99%的人认为堕胎违背了他们的宗教信仰。

### 汉传佛教
日本佛教对堕胎的宽容度要高于其他地方。在日本，有时女性会在人工流产或自然流产后参与神佛習合的水子供养（即“胎儿追悼仪式”）。
同样，在中華民國，女性有时会祈求平息被堕胎胎儿的怨灵（嬰靈），并缓解因堕胎而感到内疚的情绪；这种仪式称为“嬰靈供養”。这种现代做法始于1970年代中期，并在1980年代大幅流行，尤其是在1985年堕胎合法化后。嬰靈供養既汲取了自汉朝以来的传统渊源，又受到日本实践的影响。这些现代做法出现在与现代化相关的人口变化、城市化和家庭规模减小的背景下，伴随着对性态度的变化，这些变化首先发生在日本，然后在台湾，台湾的佛教社群从日本获得启发。

## 延伸閱讀
- 佛教倫理（英语：Buddhist Ethics）
- 五戒
- 八聖道分